# The Myddle Class
The Myddle Class était un groupe américain de rock originaire du New Jersey.

## Histoire
Le groupe prend le nom de "King Bees" en 1964 il est composé d'élèves de secondaire du New Jersey. Le groupe était composé de Dave Palmer au chant et Rick Philp à la guitare, Chris Irby à la basse et de Danny Mansolino. The King Bees devient connu pour ses scènes. En décembre 1964, le groupe rencontre le chroniqueur du New York Post, Al Aronowitz, qui était ami avec Bob Dylan. Sa maison à Berkeley Heights devient la base d'opérations du groupe. Aronowitz les présente à Carole King et à Gerry Goffin.
En 1965, ils changent de nom pour Myddle Class et signe avec le label Atlantic-Atco. Le premier single «Free As The Wind» sort en décembre 1965. Le groupe joue dans plusieurs des principaux clubs de New York. Le 11 décembre 1965, il joue à l'Auditorium Summit High School avec les Velvet Underground. 

## Membres
- Dave Palmer (voix)
- Rick Philp (guitare)
- Danny Mansolino (piano)
- Charles Larkey (bass)
- Michael "Myke" Rosa (batterie)

## Discographie
- "Free as the Wind" b/w "Gates of Eden" (Tomorrow 7501, November 1965)
- "Don't Let Me Sleep too Long" b/w "I Happen to Love You" (Tomorrow 7503, June 1966)
- "Don't Look Back" b/w "Wind Chime Laughter" (Tomorrow 912,  June 1967)
- "Don't Let Me Sleep Too Long" b/w "I Happen to Love You" (Buddah 150, November 1969)